# Ernest Wilczek
Ernest Wilczek (* 12. Januar 1867 in Laupen; † 30. September 1948 in Lausanne) war ein Schweizer Botaniker und Pharmazeut. Sein botanisches Autorenkürzel lautet „Wilczek“. Er arbeitete auf den Gebieten Gefäßsporenpflanzen, Mykologie und Samenpflanzen.

## Leben

### Herkunft, Ausbildung und Promotion
Wilczek war Sohn des Industriellen Alois Wilczek und von Wilhelmine Wilczek, geborene Trefzer. Sein Vater Alois Wilczek gründete 1870 in Freiburg im Üechtland eine Fabrik für Kartonagen. Wilczek besuchte zunächst eine deutsche protestantische Schule, dann das Kollegium St. Michael in Freiburg im Üechtland. Er schloss die Schule 1885 mit der Matura (entspricht dem Abitur in Deutschland) ab.
Seit seiner Kindheit interessierte sich Wilczek für Botanik. Er hatte 1895 bereits ein locales Herbarium angelegt. Sein dringender Wunsch war, Botanik zu studieren. Seine Eltern hatten nur wenig Geld, wodurch er gezwungen war, so schnell wie möglich seinen Lebensunterhalt selbst zu verdienen. Also begann er eine Lehre in der Apotheke Lilienkron in Zürich, die er 1887 abschloss. Bereits während der Lehre besuchte er, mit Einverständnis seines Chefs, botanische Vorlesungen und Exkursionen des Eidgenössischen Polytechnikums Zürich bei den Professoren Jakob Jäggi (1829–1894) und Carl Schroeter.
Wilczek machte ein Praktikum in der Apotheke Grandjean in Lausanne, wo er Louis Favrat (1827–1893) kennenlernte. Dann kehrte er nach Zürich zu seinem alten Chef zurück, der ihn brauchte. 1887 wurde Wilczeks Vater schwer krank, erlitt große materielle Verluste und konnte nicht länger für die universitären Studien seines Sohnes zahlen. Wilczek gelang es, eine größere Menge Geld zu borgen, er kehrte zur ETH Zürich zurück und setzte sein Studium fort. Er schloss sein Studium in kürzest möglicher Zeit ab, arbeitete nebenher, um es zu finanzieren und lebte sehr sparsam. Er studierte Pharmazie am Eidgenössischen Polytechnikum Zürich. 1890 schloss er sein Studium mit dem Diplom ab.
Seine Professoren, die Wilczeks angespannte finanzielle Situation kannten, besorgten ihm eine Stelle als wissenschaftlicher Assistent bei den Professoren Friedrich Gottlieb Stebler und Schroeter. Wilczek promovierte bei Carl Schroeter 1892 mit einer Arbeit zum Thema Beiträge zur Kenntnis des Baues von Frucht und Samen der Cyperaceen.

### Beruf und Ämter
Wilczek hatte zunächst die Idee auf dem Land eine Apotheke zu eröffnen und sich nebenher seinen botanischen Studien zu widmen. Als er einen Ruf an die Universität Lausanne bekam, zögerte er zunächst, nahm dann aber an.
1891 gründete Wilczek den Alpengarten "Thomasia" (Jardin alpin de Pont de Nant), einen botanischen Garten in 1260 m Höhe mit 3000 Alpenpflanzen. Von 1892 bis 1902 war Wilczek außerordentlicher Professor für Botanik und 1898 bis 1902 für Pharmakognosie an der Universität Lausanne. Von 1902 bis 1934 war er ordentlicher Professor für systematische Botanik, Pflanzenanatomie und Pharmakognosie. Wilczek erhielt die Auszeichnung Ritter der Ehrenlegion als Anerkennung seiner Arbeiten bei botanischen Exkursionen auf französischem Territorium.
Wilczek hatte die folgenden Ämter inne:
- 1895 bis 1934 Direktor des Laboratoriums für systematische Botanik. Ab 1899 hieß es Laboratorium für systematische Botanik und Mikroskopie.
- 1895 bis 1938 Direktor des Botanischen Museums des Kantons Waadt in Lausanne
- 1910 bis 1934 Direktor der Pharmazieschule[1]
- Außerdem war Wilczek Vorstandsmitglied und Mitglied zahlreicher Gesellschaften, so von 1895 bis 1896 Präsident der Murithienne im Kanton Wallis.[1]

### Botanische Exkursionen
Wilczek hatte ein Diplom als Bergführer des Schweizer Alpen-Clubs. An den Sonntagen während des Semesters führte er botanische Exkursionen zusammen mit seinen Studenten und anderen Interessierten in die Umgebung von Lausanne durch. In den Semesterferien organisierte Wilczek größere Exkursionen mit zwei oder drei Studenten in die italienischen und französischen Alpen. Seine Lieblingsgebiete waren das Aostatal, die Dauphiné, die Lautaret, der Comer See und die Bergamasker Alpen. 1898 unternahm Wilczek eine Expedition in die Anden und 1913 nach Korsika. Er beteiligte sich an Expeditionen von Emile Burnat in die Seealpen zusammen mit John Isaac Briquet. Von 1931 bis 1937 war er Mitglied der Expeditionen von René Maire nach Algerien und Marokko.

### Familie
Wilczek heiratete im Jahr 1898 Sophie-Eveline Huth. Seine Frau verstarb 1936. Sie gründete mit ihrem hinterlassenen Vermögen einen Fonds zur Förderung der botanischen Museen und Laboratorien der Universität. Auch Wilczek selbst gründete einen solchen Fonds.

## Ehrungen
Nach ihm benannt ist die Pilzgattung Wilczekia Meyl. mit der einzigen Art, Wilczekia evelinae, die zu Ehren seiner Frau so benannt ist.  Mehr als 200 Pflanzenarten wurden nach Ernest Wilczek benannt. 

## Veröffentlichungen (Auswahl)
- L'influence du climat sur la végétation dans les Alpes, Schweizerische Zeitschrift für Forstwesen = Swiss foresty journal = Journal forestier suisse, Band 50 (1899), online
- Note floristique sur le vallon des plans, Bulletin de la Société Vaudoise des Sciences Naturelles, Band 45 (1909), doi:10.5169/seals-268631#85
- Contribution é la flore Suisse, Bulletin de la Société Vaudoise des Sciences Naturelles, Band 45 (1909), doi:10.5169/seals-268632#91
- Note sur la géographie botanique du versant interne de l'arc alpin, Bulletin de la Société Vaudoise des Sciences Naturelles, Band 46 (1910), doi:10.5169/seals-268868
- À propos du Gentiana acaulis L., Bulletin de la Société Vaudoise des Sciences Naturelles, Band 46 (1910), doi:10.5169/seals-268874
- Alpine und arktische Flora und Vegetation: la flore des haies en Valais et principalement à Zermatt, Veröffentlichungen des Geobotanischen Institutes Rübel in Zürich, Band 3 (1925), online
- Un nouvel hybride d'Achillea, Berichte der Schweizerischen Botanischen Gesellschaft = Bulletin de la Société Botanique Suisse, Band 48 (1938), doi:10.5169/seals-32582#81